# Termín
Termín (v lingvistice) – (jinak též odborný název, technický termín, terminus technicus) je výraz - jméno (slovo nebo sousloví), které má v určitém oboru, řemesle či povolání specifický význam. Lidé znalí příslušného oboru tedy bez pochyb (až exaktně) vědí, co jednotlivé termíny znamenají.  
Termíny umožňují rozpoznávat entity (jakékoliv objekty, reálné i abstraktní) a sdělovat o nich informace (komunikovat). .
Nauka o termínech se nazývá terminologie (názvosloví), pro jejich užití vznikají speciální terminologické slovníky. 
Výraz termín se též používá ve smyslu lhůta.

## Odborné vymezení
Termín je lidský vnitropsychický kognitivní (znalostní) model dané entity světa reálného (objektu, procesu) nebo abstraktního (vědecké a umělecké ideje a konstrukce), kterému lze přiřadit jméno – jazykový konstrukt vnějšího sdělovacího jazyka. Ono jméno (slovo nebo sousloví), má pak v určitém oboru, řemesle či povolání specifický význam vymezený s dostatečně malou, až nulovou (exaktní obory) vnitřní vágností  interpretace viz též konotace. Lidé znalí příslušného oboru, tedy dostatečně přesně, tj. bez pochyb (až exaktně) vědí, co jednotlivé termíny znamenají. Jinými slovy, sémantický diferenciál  významu termínu je v rámci příslušné odborné komunity dostatečně malý až nulový. Slouží to důkladnějšímu a přesnějšímu porozumění (komunikaci) v rámci dané komunity, a je to důvod, pro který jsou odborné termíny tvořeny. Termín bývá často odlišný od základního a obecného významu, nebo obecně odborné označení v daném oboru užívané. Termín je odborné pojmenování s přesným jednoznačným významem.
V některých oborech, zejména vědních, se vytvářejí soustavy smysluplně korespondujících termínů. Pro takový účel je nutno nejdříve zavést množinu základních termínů určených konsensuálně (dohodou) a z nich jsou pak další tvořeny definitoricky. Důvodem pro tento postup je zamezení definice kruhem.

## Výskyt termínů v jazyce
Z hlediska kvantitativního zastoupení, tvoří termíny nejrozsáhlejší součást celého lidského jazykového slovníku, avšak běžný mluvčí jich převážnou většinu nepoužívá ani nezná. Například se odhaduje, že chemických sloučenin, a tedy i jejich pojmenování, existuje asi 30 milionů, což daleko přesahuje běžně uváděný počet slov v češtině nebo i jakémkoli jiném jazyce.

## Tvoření termínů
Dobře utvořený termín by měl co nejlépe splňovat následující požadavky:
- v daném oboru jednoznačný, bez polysémie a homonymie – často se ovšem stává, že má termín různé významy v různých oborech – například termín katedrála má odlišný význam v církevní terminologii (sídelní kostel biskupa) a architektuře (stavební typ kostela),
- neutrální, bez expresivních konotací,
- ustálený,
- popisný – pojmenovává přesně skutečnost,
- systematický – zapadá do systému,
- mezinárodní – především v poslední době se zvyšuje snaha, aby užívané termíny byly srozumitelné i v jiném jazyce.

## Termíny v běžném jazyce
Některé termíny se postupně stávají součástí běžné mluvy. Slova jako afekt, amok, hysterie byla původně psychologickými, respektive psychiatrickými termíny, postupně se jejich význam zobecnil a stala se (vedle svého původního významu, např. amok – vražedné šílenství, zejména u Malajců) také hovorovými výrazy (tj. i netermíny).
Možný je také opačný proces, kdy určitý vědní obor vytvoří pro běžně užívaný výraz přesnou definici, a slovo se tak stane termínem. Například výraz sen byl z běžného jazyka převzat do psychologie.
V obou případech pak snadno dochází k tomu, že termín má ve svém oboru odlišný význam než v běžné mluvě. Například slovo voda jako chemický termín označuje určitou konkrétní sloučeninu, zatímco v původním (základním) významu označuje různé směsi na bázi této sloučeniny, které se vyskytují v reálné přírodě. Ještě markantnější je tento rozdíl u výrazu čistá voda, jímž se v chemii rozumí spíše ideální sloučenina, jíž se blíží například destilovaná voda, zatímco v obecném jazyce se tím míní v první řadě voda průzračná, bez (ať už viditelných nebo ne) příměsí.
Není také výjimkou, pokud k danému termínu existuje synonymní výraz z běžné mluvy, například: grafém – písmeno,[rozpor] prvosenka – petrklíč, vodič – drát apod.
Někdy se ostře rozlišují termíny jako spisovné výrazy a slang jako výrazy nespisovné. Toto rozdělení lze ovšem považovat za umělé, protože termín má být jako výraz výstižný především pro oborového pracovníka bez ohledu na spisovnost.